# Bataille de Coleto Creek
Révolution texane
Batailles
- Gonzales
- Concepción
- Grass Fight
- Béxar
- San Patricio
- Agua Dulce
- Fort Alamo
- Refugio
- Coleto
- San Jacinto

La bataille de Coleto Creek est une bataille qui s'est tenue les 19 et 20 mars 1836 lors de la campagne de Goliad (en), dans le cadre de la révolution texane.
En février, le général José de Urrea mène une partie de l'armée mexicaine en direction de Goliad, où se trouve un contingent de soldats de l'armée texane (en) sous l'autorité du colonel James Fannin. Au même moment, le président mexicain Antonio López de Santa Anna mène une plus grande force armée au sein du territoire texan. Le 6 mars, ses troupes remportent la bataille d'Alamo, ce qui amène le général Sam Houston à ordonner à Fannin de se retirer de Goliad pour rejoindre le reste de l'armée à Victoria.
Le 19 mars, Fannin conduit ses hommes hors de Goliad. Plus tard dans la journée, les troupes mexicaines encerclent les Texans avant que ces derniers puissent se réfugier dans un bois de Coleto Creek (en) situé à quelques centaines de mètres. Les Texans forment alors un carré au milieu de la prairie et tentent de défendre leur position. Ils repoussent ainsi trois vagues d'attaques des Mexicains. À la tombée de la nuit, des tireurs d'élite mexicains arrivent à blesser et tuer plus de Texans. Manquant d'eau, les Texans sentent qu'ils ne pourront pas maintenir leur position. Le matin du 20 mars, ils se rendent.
Urrea tente de négocier des conditions de détention honorables pour les prisonniers. Cependant, Santa Anna reçoit l'autorisation du congrès mexicain de traiter tous les prisonniers texans comme des pirates plutôt que comme des prisonniers de guerre. Il condamne ainsi à mort les prisonniers. Quelques-uns échapperont au massacre du 27 mars, mais la majorité sont tués.